# Basuru, Kadur
Basuru là một làng thuộc tehsil Kadur, huyện Chikmagalur, bang Karnataka, Ấn Độ.